# 披薩農場

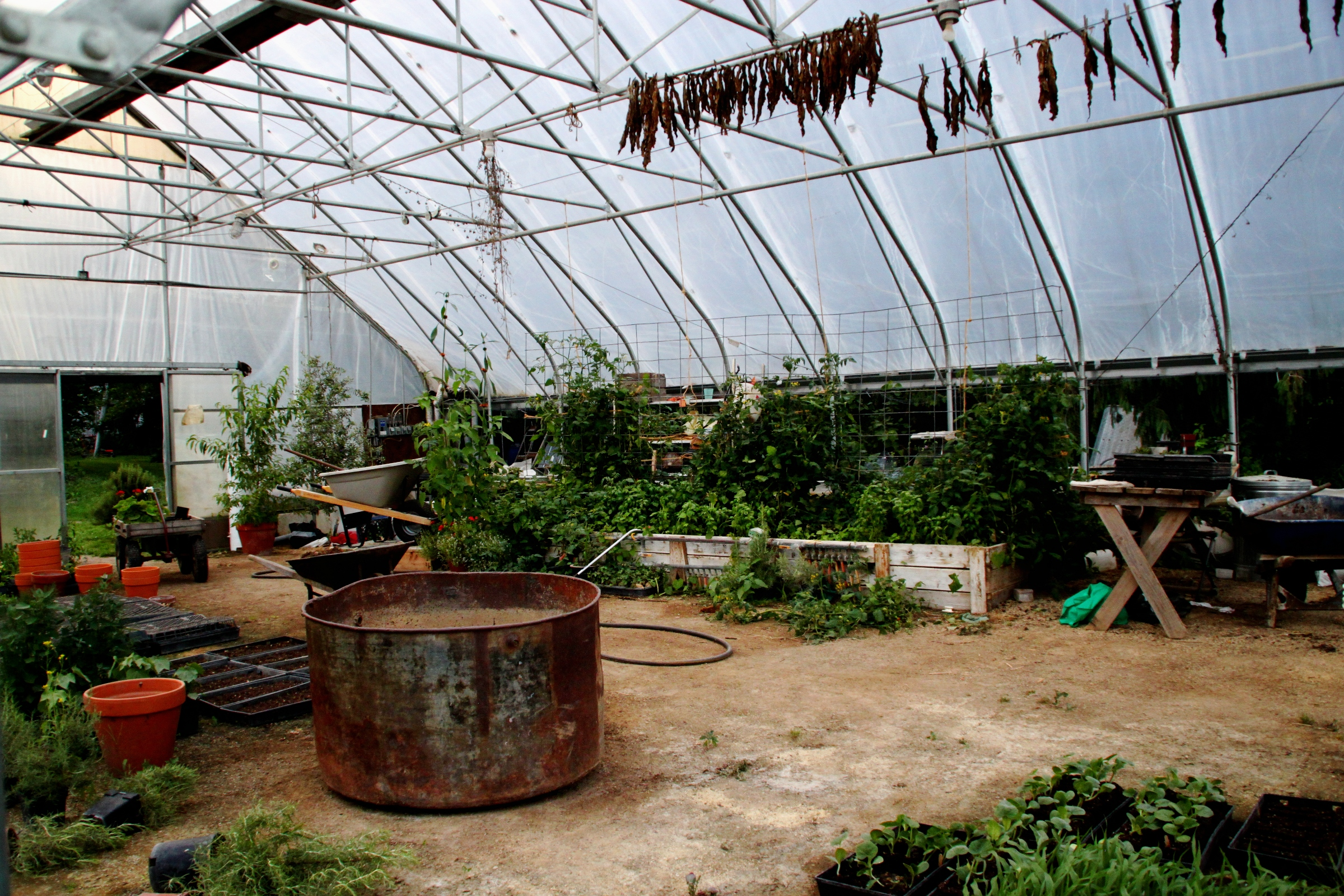
比薩農場，農場內部，地點斯德哥爾摩，威斯康辛州

比薩農場是一個教育性的游客景点，由一個圓形的土地上组成的小農場，分割成形狀像披薩形狀的楔形土地。 
農場裡部分土地生產的材料，可以用來做比萨，例如小麦作為外皮， 番茄或草本植物，豬肉用於義大利香腸，牛乳作成起司，樹木甚至可當成披薩烤箱的木柴。某些農場甚至有辦法取煤炭和天然氣資源，可以用来作為另外的披薩烤爐的加熱燃料。許多較新的比薩農場正在使用的替代能源，例如農場裝設的風力發電機在該領域的更環保。
製作比薩的農場，有時使用農場生產的材料，因此也稱為「比薩農場」，也已在明尼苏达州和威斯康星州受歡迎。